# Monuments nationaux de Bileća
Cet article recense les monuments nationaux situés sur le territoire de la municipalité de Bileća en Bosnie-Herzégovine et dans la république serbe de Bosnie. La liste établie par la Commission pour la protection des monuments nationaux compte 9 monuments nationaux inscrits sur la liste principale et 13 monuments inscrits sur une liste provisoire.

## Monuments nationaux
| Monument                          | Ville ou village         | Géolocalisation              | Datation                         | Commentaire éventuel                                  | Photo |
| --------------------------------- | ------------------------ | ---------------------------- | -------------------------------- | ----------------------------------------------------- | ----- |
| Mosquée Avdić de Plana            | Plana                    |                              | 1617                             | Site et vestiges                                      |       |
| Mosquée impériale de Bileća       | Bileća                   |                              | 1889-1895                        |                                                       |       |
| Église Saint-Sava de Bileća       | Bileća                   |                              | 1896                             | Église orthodoxe                                      |       |
| Mosquée de Hasan Pacha Predojević | Polje, près de Grabovica |                              | Avant 1572 ?                     | Vestiges                                              |       |
| Monastère de Dobrićevo            | Orah                     | 42° 49′ 03″ N, 18° 24′ 48″ E | XVe ou XVIe siècle               | Monastère orthodoxe serbe ; déplacé en 1964-1965      |       |
| Parc des héros nationaux à Bileća | Bileća                   |                              | Après la Seconde Guerre mondiale | Avec son ossuaire                                     |       |
| Nécropole de Grebnice-Bunčići     | Radmilovića Dubrava      |                              | Préhistoire, Moyen Âge           | Nécropole avec un tumulus préhistorique et 291 stećci |       |
| Église Saint-Michel de Trnov Do   | Donja Meka Gruda         |                              | 1795 ?                           | Église orthodoxe                                      |       |
| Ćumurijina kula                   | Kuti                     |                              | ?                                |                                                       |       |

## Liste provisoire
| Monument                                                 | Ville ou village | Géolocalisation | Datation  | Commentaire éventuel | Photo |
| -------------------------------------------------------- | ---------------- | --------------- | --------- | -------------------- | ----- |
| Ensemble architectural austro-hongrois de Bileća         | Bileća           |                 |           |                      |       |
| Église Saint-Basile-d'Ostrog de Bogdašići                | Bogdašići        |                 |           |                      |       |
| Église de Panik                                          | Panik            |                 |           |                      |       |
| Cimetière des victimes de la terreur fasciste à Garovica | Garovica         |                 |           |                      |       |
| Gouffre de Korita et monument aux victimes de Korita     | Korita           |                 |           |                      |       |
| Nécropole de Kalac                                       | Kalac            |                 | Moyen Âge | Avec des stećci      |       |
| Nécropole de Bijela Rudina                               | Bijela Rudina    |                 | Moyen Âge | Avec des stećci      |       |
| Nécropole de Bileća                                      | Bileća           |                 | Moyen Âge | Avec des stećci      |       |
| Nécropole de Gorica (Bijeljani)                          | Bijeljani        |                 | Moyen Âge | Avec des stećci      |       |
| Nécropole de Moško                                       | Moško            |                 | Moyen Âge | Avec des stećci      |       |
| Orah                                                     | Orah             |                 |           | Village              |       |
| Ruines de l'église Predojević                            | Prijevor-Srbac   |                 |           |                      |       |
| Église Saint-Vit de Bileća                               | Bileća           |                 |           | Vidovdan             |       |